# Хотеев, Степан Павлович
Степан Павлович Хотеев (25 марта 1902 года, с. Канаевка, Пензенская губерния, Российская империя — умер после  1946 года,  СССР) — советский военачальник, полковник (1942).

## Биография
Родился 25 марта 1902 года  в  деревне Канаевка, ныне Канаевского сельсовета Городищенского района Пензенской области. Русский.

#### Гражданская война
В июле 1919 года добровольно вступил в РККА и зачислен в полк железнодорожной охраны в городе Пенза. С декабря 1920 года по март 1921 года находился на лечении в госпитале, затем служил в отдельном караульном батальоне в городе Казань. В сентябре 1921 года он был направлен на курсы краскомов в г. Пенза. С декабря 1921 года по  апрель 1922 года курсантом участвовал в подавлении восстания банд А. С. Антонова в Нижне-Ломовском уезде Пензенской губернии. 

#### Межвоенные годы
В декабре 1922 года Хотеев окончил курсы и был направлен в 108-й Белореченский стрелковый полк 36-й стрелковой дивизии в городе Сретенск, где проходил службу в должностях отделенного командира, командира взвода, врид командира хозяйственной роты. С декабря 1923 года по  март 1924 года участвовал в ликвидации банды Шадрина в Сретенском уезде. Член ВКП(б) с 1925 года. С ноября 1926 года по ноябрь 1927 года находился на учебе на повторных курсах среднего начсостава СибВО в городе Иркутск, затем был назначен командиром роты 36-го Славгородского стрелкового полка 12-й стрелковой дивизии в городе Славгород. С апреля 1931 года  командовал батальоном, затем был помощником командира по хозяйственной части 34-го стрелкового полка этой же дивизии ОКДВА в городе Благовещенск. С декабря 1935 года по август 1936 года проходил обучение на курсах «Выстрел» в городе Бронницы, затем вернулся на прежнюю должность. Приказом НКО от 13 сентября 1938 майор  Хотеев был уволен из РККА по ст. 44, п. «в» и находился под следствием органов НКВД, 17 июля 1939 года освобожден в связи с прекращением дела. После восстановления в кадрах Красной армии был назначен помощником командира по строевой части 198-го горнострелкового полка 101-й Камчатской горнострелковой дивизии 2-й Отдельной Краснознаменной армии, который нес службу на острове Сахалин. В ноябре 1940 года он был переведен в ПриВО на должность заместителя командира 275-го стрелкового полка 117-й стрелковой дивизии в городе Бузулук. В июне 1941 года дивизия вошла в состав сформированной в округе 21-й армии. В том же месяце подполковник Хотеев был назначен командиром 820-го стрелкового полка.

#### Великая Отечественная война
В начале  войны дивизия в составе 66-го, затем 63-го стрелковых корпусов 21-й армии находилась в резерве Ставки ГК и дислоцировалась в ПриВО. В период с 26 июня по 2 июля 1941 года она в составе армии была переброшена на Западный фронт и участвовала в Смоленском сражении, вела бои в районах Жлобина и Рогачева. С 27 июля по 20 сентября 1941 года находился в Пензенском госпитале после тяжелого ранения, затем был назначен командиром 1193-го стрелкового полка 360-й стрелковой дивизии, находившейся на формировании в ПриВО в городе Чкалов. В ноябре дивизия по железной дороге была переброшена в Краснобакинский район Горьковской области и включена в состав 60-й резервной армии, в начале декабря вошла в подчинение Московской зоны обороны. В конце декабря 1941 года до начала января 1942 года дивизия на автомашинах была переброшена в район город Осташков, где вошла в 4-ю ударную армию. В составе войск Северо-Западного, а с 22 января 1942 года — Калининского фронтов участвовала в Торопецко-Холмской наступательной операции, в боях за город Велиж. В конце марта 1942 года подполковник  Хотеев был отозван в ГУК НКО для назначения командиром формировавшейся дивизии, затем прикомандирован к курсам «Выстрел».
30 апреля 1942 года Приказом НКО от   был назначен командиром 111-й стрелковой дивизии, находившейся на формировании в городе Бежецк Калининской области. С июля дивизия в составе 30-й, затем 39-й армий Калининского фронта принимала участие в Ржевско-Сычевской наступательной операции, в освобождении населенных пунктов Муралево, Починки, Добров и других. С октября она входила в 61-ю армию Западного фронта, пополнялась личным составом и занималась боевой подготовкой. В январе 1943 года дивизия была переброшена на Воронежский фронт в 3-ю танковую армию и участвовала в Острогожско-Россошанской и Харьковской наступательных операциях. Приказом по армии от 28 февраля 1943 года полковник  Хотеев был отстранен от должности «за плохое управление дивизией, медленное продвижение и потерю управления».
17 марта 1943 года  был назначен командиром 184-й стрелковой дивизии Воронежского фронта. 23 мая того же года вновь был отстранен от командования и зачислен в распоряжение Военного совета фронта (находился на лечении в госпитале). В октябре 1943 года Хотеев был назначен заместителем командира 226-й стрелковой дивизии, которая в составе 24-го стрелкового корпуса 60-й армии 1-го Украинского фронта принимала участие в Киевской наступательной операции, в освобождении городов Киев и Коростень. В дальнейшем дивизия в составе этой же армии участвовала в Житомирско-Бердичевской, Ровно-Луцкой и Проскуровско-Черновицкой наступательных операциях. За образцовое выполнение заданий командования в боях за освобождение города Шепетовка она была награждена орденом Суворова 2-й ст. (17.02.1944). В конце апреля 1944 года дивизия в составе 38-й армии этого же фронта вела бои с бандеровцами, затем была передана 18-й армии 1-го Украинского фронта. В июле — августе части дивизии участвовали в Львовско-Сандомирской наступательной операции (с 5 августа — в составе 4-го Украинского фронта). В сентябре дивизия была подчинена 1-й гвардейской армии 4-го Украинского фронта и участвовала в Восточно-Карпатской, Карпатско-Ужгородской наступательной операции. В боях за Ужгород 23 сентября он был тяжело ранен (сквозное пулевое ранение в грудь) и до 22 декабря находился в госпитале, затем состоял в распоряжении ГУК НКО и Военного совета 4-го Украинского фронта. С 19 января 1945 года занимал должность заместителя командира 211-й стрелковой дивизии, которая в составе 67-го стрелкового корпуса 38-й армии этого же фронта успешно действовала в Моравска-Остравской наступательной операции. 

#### Послевоенное время
После войны с августа 1945 года, после расформирования дивизии, состоял в распоряжении ГУК НКО. В октябре он был назначен заместителем командира 75-й стрелковой дивизии, входившей в состав ГСВ в Иране, затем БакВО в городе Нахичевань (с апреля 1946 года — в составе ЗакВО). В сентябре 1946 года полковник  Хотеев был уволен в запас.

## Награды
- орден Ленина (30.04.1945)[4][5]
- два ордена Красного Знамени (08.09.1944[6],  03.11.1944[5][7])
- орден Кутузова II степени (19.06.1945)[8]
- орден Отечественной войны I степени (03.01.1944)[9],

медали в том числе:
- - «XX лет Рабоче-Крестьянской Красной Армии» (1938)[8]
  - «За оборону Москвы» (1945)
  - «За Победу над Германией в Великой Отечественной войне 1941—1945 гг.» (1945)